# Soldier of Fortune (Lied)
Soldier of Fortune ist eine Ballade der britischen Hardrockband Deep Purple, die 1974 auf dem Album Stormbringer veröffentlicht wurde.

## Aufnahme
Soldier of Fortune wurde im August des Jahres 1974 in den Münchner Musicland Studios eingespielt, aber nie als Single ausgegeben. Der Song zählt zu den herausragenden Stücken des Albums.

## Liveaufführungen
Deep Purple führte den Song während der Come Taste the Band Tour Ende 1975 live auf, und veröffentlichte ihn auf dem Album Last Concert in Japan, welches erst 1977 nach der Auflösung der Band erschien.

## Remakes und Coverversionen
Ex-Deep-Purple-Sänger David Coverdale führte Soldier of Fortune erstmals in den frühen 1980er Jahren mit seiner Band Whitesnake auf. Das Lied gelangte in späteren Jahren immer öfter in deren Liveprogramm, auf Kompilationen, Best-of-Alben und 2015 schließlich als Coverversion auf das The Purple Album. Soldier of Fortune erhielt mit den Jahren einen Kultstatus und erscheint regelmäßig auf Deep-Purple-Kompilationen und Best-of-Alben. Weitere Coverversionen stammen unter anderem von Opeth (auf deren Album Ghost Reveries sowie als Single), Black Majesty (auf dem Album Tomorrowland), Blackmore’s Night (auf dem Livealbum Past Times with Good Company) und Rainbow. 2014 wurde der Song zum Gedenken an den verstorbenen Deep-Purple-Organisten Jon Lord (Celebrating Jon Lord) mit Glenn Hughes als Sänger im Rahmen der Sunflower Jam in der Londoner Royal Albert Hall aufgeführt.